# Xanthorhoe albifusa
Xanthorhoe albifusa là một loài bướm đêm trong họ Geometridae.